# Margarete Franck-Severin
Margarete Franck-Severin (* 5. Juli 1904 in Brandenburg; † 3. Dezember 1981 in Tutzing) war eine deutsche Schriftstellerin, Mitarbeiterin im Suhrkamp Verlag und Testamentsvollstreckerin und Miterbin nach Annemarie Seidel, der Frau und Erbin von Peter Suhrkamp.

## Leben und Familie
Severin wurde als eines von zwei Kindern der Eheleute Amalia Elisabeth Severin, geb. Hübner, (1879–1938) und Albrecht Bruno Severin (1874–1922) in Brandenburg geboren. Durch ihre Ehe mit dem evangelischen Pfarrer Werner Franck wurde sie Teil der Bekennenden Kirche. Das Paar lebte aufgrund der Pfarrstellen von Werner Franck in Falkenhagen und Kriescht. Werner Franck, der 1939 eingezogen wurde, starb im April 1945. Hiernach lebte Franck-Severin bis zum Kriegsende im Haus ihres Bruders in Babelsberg.

## Schriftstellerische Tätigkeit und Kontakt zum Ehepaar Suhrkamp
Ermutigt durch die Schriftstellerin Ina Seidel (1885–1974) mit der Frack-Severin zeitlebens Kontakt hielt, erstellte sie bereits seit den 1920er Jahren eigene schriftstellerische Werke, zumeist in Form von Kurzgeschichten. Franck-Severin war zunächst Mitglied des Deutschen-Schriftsteller-Verbandes. Nach dessen Umwandlung in die Reichsschrifttumskammer konnte Franck-Severin als Mitglied der Bekennenden Kirche nicht mehr veröffentlichen. Im Februar 1945 bat Ina Seidel Franck-Severin um Hilfe für ihre Schwester, Annemarie Seidel und deren Mann, Peter Suhrkamp. Das Ehepaar kam hierauf zum Kriegsende im Haus des Bruders von Franck-Severin unter.
Nach dem Krieg bezogen Franck-Severin und das Ehepaar Suhrkamp eine gemeinsame Wohnung in Berlin-Zehlendorf, im britischen Sektor von Berlin. Die Wohngemeinschaft bestand bis 1950 und war Ausgangspunkt der Verlagsgründung des Suhrkamp Verlages. Dort verkehrten regelmäßig Intellektuelle und Autoren wie beispielsweise Carl Zuckmayer, Thomas S. Eliot, Thornton Wilder und Anna Seghers.
Am 8. Oktober 1945 erhielt Peter Suhrkamp die Lizenz für einen Verlag und es erfolgt die Herausgabe des ersten Buches unter dem Verlagsnamen "Suhrkamp Verlag Berlin", "Taschenbuch für Junge Menschen". Franck-Severin gehörte mit einer Kurzgeschichte mit dem Titel "Flüchtlingsbrief" neben Peter Suhrkamp, Annemarie Seidel, Hugo von Hofmannsthal und Josef Pieper zu den Autoren.
Nach der Etablierung der Hauptstelle des Suhrkamp Verlages in Frankfurt am Main, wo dann bald auch Peter Suhrkamp lebte, übernahm Franck-Severin die Leitung der Berliner Niederlassung des Verlages in der Schützenallee. In dieser Funktion war sie Ansprechpartnerin für West- und Ostdeutsche Autoren, darunter Bertolt Brecht, Helene Weigel und Elisabeth Hauptmann. Margarte Frank-Severin nahm 1956 gemeinsam mit Peter Suhrkamp am DDR-Staatsakt zur Beisetzung von Bertolt Brecht in Berlin teil. Dies verarbeitete sie in einer eigenen Kurzgeschichte mit dem Titel „Schmetterling“. Sie unterstützte im Auftrag des Suhrkamp Verlages, Uwe Johnson bei dessen Weggang aus der DDR in den Westen, der hierauf Autor im Suhrkamp Verlag wurde.
Am 31. März 1959 starb Peter Suhrkamp und kurz danach am 30. August 1959 starb Annemarie Seidel. Beide hatten Franck-Severin zur Testamentsvollstreckerin eingesetzt. In dieser Funktion organisierte Franck-Severin die Bestattung Peter Suhrkamps auf dem Friedhof in Kampen auf Sylt.
1959 gab der Suhrkamp Verlag seine Dependance in Berlin auf, bis er 2010 seinen Hauptsitz wieder nach Berlin verlegte.
Franck-Severin arbeitete noch bis 1961 für den Suhrkamp Verlag in Frankfurt am Main. Hiernach zog sie nach Tutzing an den Starnberger See von wo aus sie weiterhin schriftstellerisch tätig war. Zuletzt veröffentlichte sie im Wesentlichen lyrische Texte. 1978 erschien eine Zusammenstellung ihrer Werke mit dem Titel "Gesicht und Antlitz":
Margarete Franck-Severin starb am 3. Dezember 1981 in Tutzing, wo sie auch beerdingt wurde.

## Wercke (Auswahl)
- Flüchtlingsbrief, Lesebuch für junge Leute, Berlin 1946.
- Gesicht und Antlitz, München 1978.